# Espace vectoriel quotient
En algèbre linéaire, l'espace vectoriel quotient {\displaystyle E/F}d'un espace vectoriel {\displaystyle E} par un sous-espace vectoriel {\displaystyle F} est la structure naturelle d'espace vectoriel sur l'ensemble quotient de {\displaystyle E} par la relation d'équivalence définie de la manière suivante : {\displaystyle v} est en relation avec {\displaystyle w} si et seulement si {\displaystyle v-w} appartient à {\displaystyle F}.
C'est donc l'ensemble des classes {\displaystyle [v]=v+F}, où {\displaystyle v} parcourt {\displaystyle E}, muni des lois suivantes :
- somme vectorielle : {\displaystyle [v]+[w]=[v+w]} ;
- multiplication par un scalaire : {\displaystyle \lambda [v]=[\lambda v]}.

L'application {\displaystyle v\mapsto [v]} est une application linéaire surjective dont le noyau est F.

## Propriété universelle
Les espaces quotients interviennent dans le théorème de factorisation en algèbre linéaire. Toute application linéaire {\displaystyle f:E\rightarrow G} se factorise comme la composée de la surjection linéaire {\displaystyle E\rightarrow E/\ker F}par l'injection linéaire {\displaystyle E/\ker f\rightarrow G}. Si {\displaystyle F} est inclus dans {\displaystyle \ker f} alors il existe une application linéaire {\displaystyle g} : {\displaystyle E/F\rightarrow G}, unique, telle que {\displaystyle f} soit la composée de l'application quotient {\displaystyle E\rightarrow E/F} et de {\displaystyle g}. Autrement dit, l'application quotient {\displaystyle E\rightarrow E/F} est l'objet initial de la catégorie des applications linéaires {\displaystyle f:E\rightarrow G} dont le noyau contient {\displaystyle F}.

## Exemple
Si {\displaystyle E} est l'espace {\displaystyle \mathbb {K} [X]} des polynômes à une indéterminée à coefficients dans un corps {\displaystyle \mathbb {K} }, {\displaystyle F} le sous-espace des multiples d'un polynôme fixé {\displaystyle P} de degré {\displaystyle n} et {\displaystyle G} celui des polynômes de degré strictement inférieur à {\displaystyle n}, alors (par division euclidienne par {\displaystyle P}) {\displaystyle F} et {\displaystyle G} sont supplémentaires. Par conséquent, l'espace quotient {\displaystyle E/F} est isomorphe à {\displaystyle G}, donc de dimension {\displaystyle n}.

### Exemple: Droites dans le plan cartésien
Soit {\displaystyle E=\mathbb {R} ^{2}} le plan cartésien, et soit {\displaystyle F} une droite passant par l'origine dans {\displaystyle E}. Alors l'espace quotient {\displaystyle E/F} peut être identifié avec l'espace de toutes les droites de {\displaystyle E} qui sont parallèles à {\displaystyle F}. Autrement dit, les éléments de l'ensemble {\displaystyle E/F} sont des droites de {\displaystyle E} parallèles à {\displaystyle F}. Notez que les points le long de l'une de ces droites vérifient la relation d'équivalence car leurs différences appartiennent à {\displaystyle F}. Cela donne un moyen de visualiser géométriquement les espaces quotients. (En paramétrant ces droites, l'espace quotient peut être représenté de manière plus conventionnelle comme l'espace de tous les points le long d'une droite passant par l'origine qui n'est pas parallèle à {\displaystyle F}).